# 拉氏片花耳
拉氏片花耳（学名：Cerinomyces lagerheimii）是属于花耳目花耳科片花耳属的一种真菌，生长在阔叶树朽木上。该种分布于中国、厄瓜多尔、美国。